# Will Parry
Will Parry est un personnage de fiction et l'un des héros de la trilogie À la croisée des mondes (His Dark Materials), de Philip Pullman. 

## Biographie fictive
Will est le fils de John Parry, ex-Royal Marine et explorateur britannique disparu, et d'Elaine Parry, une femme qui souffre depuis la disparition de son mari de désordres mentaux, apparentés à la schizophrénie paranoïde et aux troubles obsessionnels compulsifs.
Dans les romans, il est un garçon de douze ans qui vit à Oxford dans notre monde. Il est très indépendant et il s'est occupé seul de sa mère pendant de nombreuses années. Il est très fort pour son âge, et a de plus un moral d'acier ainsi que la capacité de se rendre imperceptible aux yeux des autres.
Dans le deuxième tome de la série, il rencontre Lyra Belacqua dans une ville d'un autre monde, Cittàgazze. Par la suite, il devient le Porteur du Poignard subtil après son combat dans la Torre Degli Angeli (la Tour des anges) au cours duquel il perd deux doigt à sa main gauche.

## Kirjava

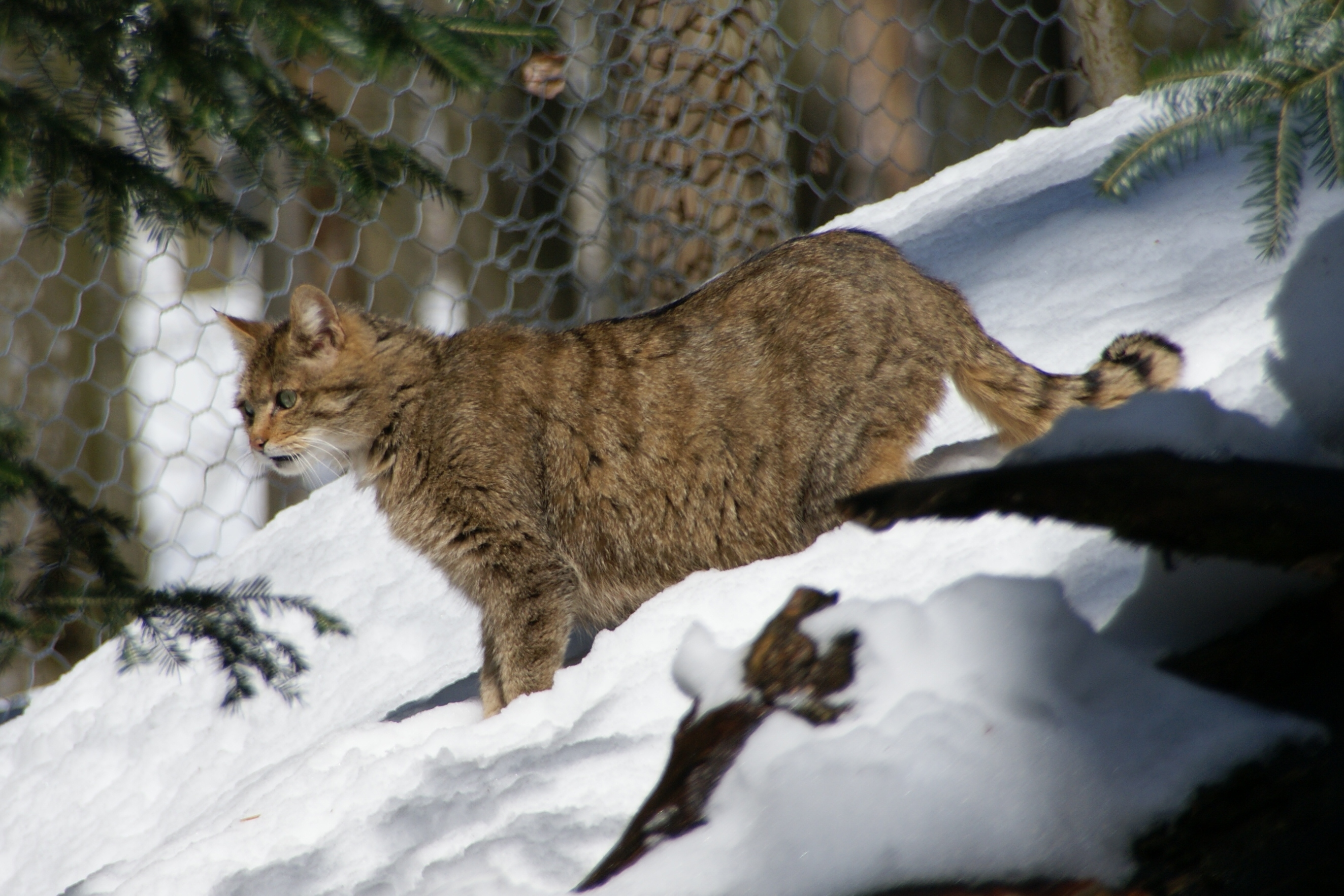
Un chat sauvage.

À la fin de l'aventure, son amour pour Lyra lui fait découvrir la forme et le nom de son dæmon, Kirjava (signifiant « tacheté » en finnois). Celui-ci se révèle être un chat sauvage de taille inhabituelle, au pelage « parcouru d'un millier de nuances, entre le noir d'encre, le gris foncé et le bleu d'un lac profond ». Comme tous les dæmons de l'univers de fiction de cette série, il exprime la personnalité et la nature de Will à travers une forme animale, celle-ci faisant partie intégrante de son âme. Il faut noter que Kirjava est une femelle dans la version anglaise, respectant ainsi la règle dictant que le dæmon est presque toujours du sexe opposé à celui de son humain.

## Adaptations
Pour les audiolivres publiés en 1999, Will est doublé par Steven Webb pour La Tour des anges et par Peter England pour Le Miroir d'ambre, puis par Daniel Anthony dans la version radio de la BBC en 2003.
Dans l'adaptation au théâtre des romans en 2003 et 2004, il est joué par Dominic Cooper.
Dans l'adaptation en série télévisée His Dark Materials : À la croisée des mondes de 2019, il est interprété par Amir Wilson (en).